# Cappella di San Biagio (Verona)
La cappella di San Biagio, situata all'interno della chiesa di San Nazaro e Celso a Verona, fu costruita per volontà della confraternita di San Biagio a partire dal 1488 per custodire le reliquie del santo omonimo, vescovo di Sebaste in Armenia, giunte qui nel 1174 a seguito di un barone tedesco. La cappella fu progettata dall'architetto Beltrame Iarola coadiuvato da Giovanni Maria Falconetto, con quest'ultimo che si occupò anche di gran parte della decorazione pittorica. La solenne traslazione delle reliquie avvenne in occasione della Pasqua del 1508 ma la consacrazione della cappella si tenne più tardi, il 31 gennaio 1529, in una cerimonia presieduta da Gian Pietro Carafa, futuro papa Paolo IV.
Tutte le pareti della cappella sono affrescate da alcuni tra i più importanti pittori veronesi del Cinquecento, tra i quali, oltre a Falconetto, vi furono Bartolomeo Montagna, Paolo Morando (detto il Cavazzola), Domenico Morone e Girolamo dai Libri. Nell'abside poligonale è ospitata una pala d'altare di Francesco Bonsignori e un pregevole altare sopraelevato con l'arca dei Santi Biagio e Giuliana, opera di Bernardino Panteo.

## Storia

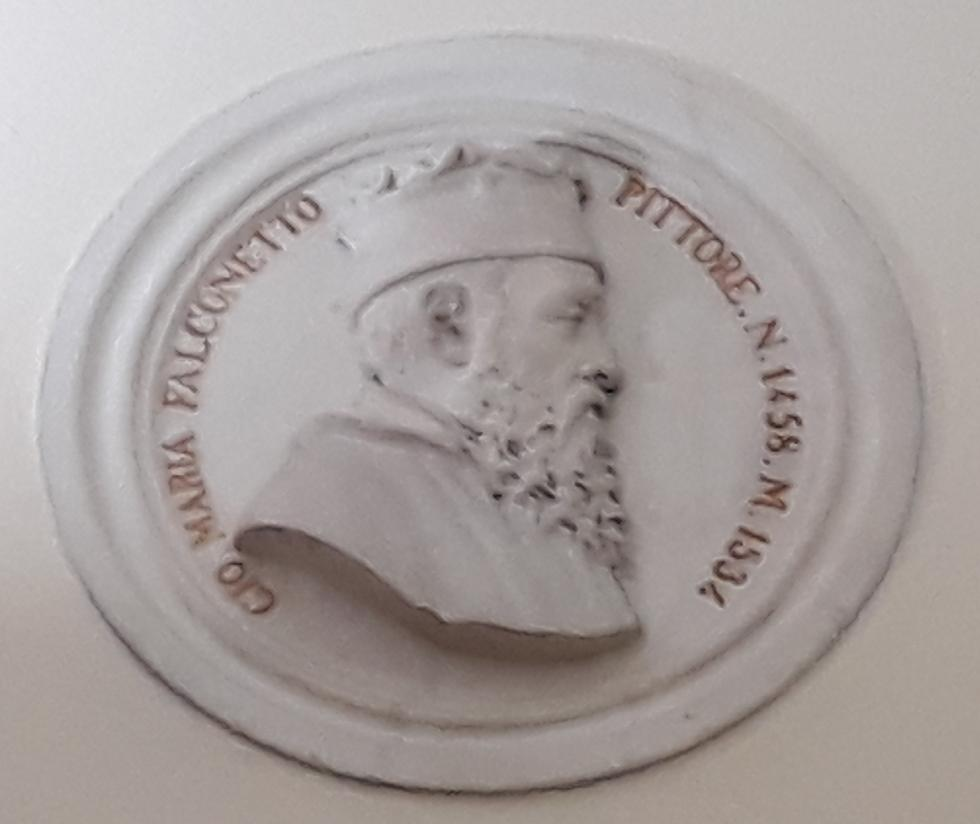
Effigie del pittore Gian Maria Falconetto presso la protomoteca della biblioteca civica di Verona

Il 3 dicembre 1174 venne ospitato presso l'ospedale del monastero un barone tedesco di nome Bonifacio, facente parte del seguito dell'imperatore Federico Barbarossa in quella che passerà alla storia come la terza crociata. Bonifacio morì poco dopo, ma prima di spirare decise di fare omaggio all'abate che lo aveva assistito, padre Adriano, dei corpi dei martiri San Biagio e Santa Giuliana che aveva trafugato in Terrasanta. I monaci decisero di conservare provvisoriamente le preziose reliquie sotto l'altare maggiore. Solo nel XV secolo si decise di realizzare la cappella, in modo da trovare un luogo più adatto a contenere le reliquie dei Santi in possesso del monastero. Il cantiere iniziò il 7 marzo 1488 con la posa della prima pietra da parte dell'abate Germano da Piacenza. L'anno successivo, rilevata l'esigenza di un maggior controllo sui lavori, venne costituita la "Compagnia di San Biagio", una congregazione sorta allo scopo, a cui venne affidato l'incarico di finanziare la fabbrica, di amministrare i lasciti e curare le funzioni liturgiche; contemporaneamente si dette l'incarico di sovraintendere ai lavori a Beltrame Iarola, conosciuto anche come Beltramo Valsolda poiché originario della Valsolda.
Gli storici dell'arte tendono a giudicare positivamente il lavoro di Beltrame, ritenendo che egli riuscì a conferire «alla cappella organicità, omogeneità e dignità monumentale». Tuttavia si deve rilevare che nel progetto dell'opera venne affiancato dal giovane pittore Giovanni Maria Falconetto, formatosi da poco durante un lungo soggiorno a Roma, al quale i più riconoscono la vera paternità dell'opera relegando Beltrame al ruolo, comunque non marginale, di esecutore e direttore del cantiere. In ogni caso, il progetto di base dell'architetto comasco prevedeva un corpo cubico chiuso superiormente da una grande cupola e l'inserimento di un corpo absidale ancora di gusto gotico. Vennero progettate anche due edicole sepolcrali poste sui fianchi di destra e sinistra, vendute poi ad alcuni finanziatori dell'opera: rispettivamente ad Antonio del Gaio per 50 ducati e a Zuan Antonio Britti per 30. Anche la confraternita di San Biagio ottenne l'apertura di quattro sepolcri, uguali e posti nel pavimento, a fine di ospitare i resti mortali dei propri confratelli.

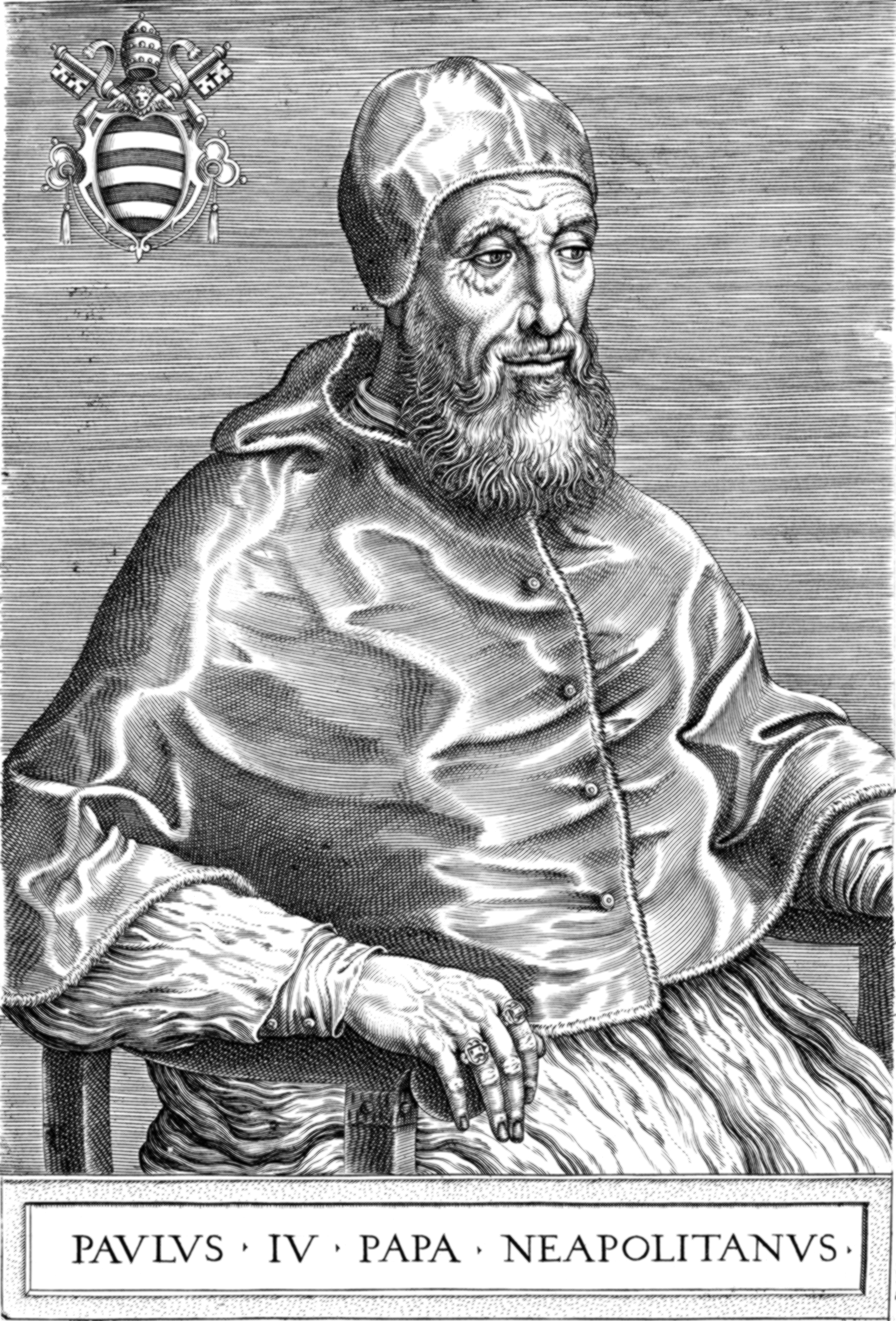
Ritratto di Papa Paolo IV (Gian Pietro Carafa) di Onofrio Panvinio

Beltrame, inoltre, si occupò di ingaggiare artisti che eseguissero le varie opere di decorazione della cappella in costruzione. Allo scultore Bernardino Panteo venne affidata la realizzazione dell'altare in cui, successivamente, sarebbero state traslate le reliquie, a Bartolomeo Montagna andò l'incarico di dipingere quattro scene della vita di San Biagio, mentre a Gian Maria Falconetto e Francesco Morone vennero designati quali esecutori degli affreschi della cappella.
La prima funzione religiosa nella nuova cappella si tenne il 30 luglio del 1491 mentre la solenne traslazione della reliquia del santo avvenne in occasione della Pasqua del 1508. Tuttavia i lavori non erano ancora finiti ma si protrassero per altri venti anni, giungendo a conclusione solo nel 1528. Infine, il 31 gennaio 1529, Gian Pietro Carafa, il futuro papa Paolo IV, poté consacrare la cappella; a quel tempo l'abate del monastero attiguo era Giovanmaria da Reggio. Negli anni successivi si ultimarono i lavori di pavimentazione, eseguiti da maestranze alle dipendenze di Pietro e Gabriele Caliari, rispettivamente nonno e padre del celebre pittore Paolo Veronese.

## Descrizione

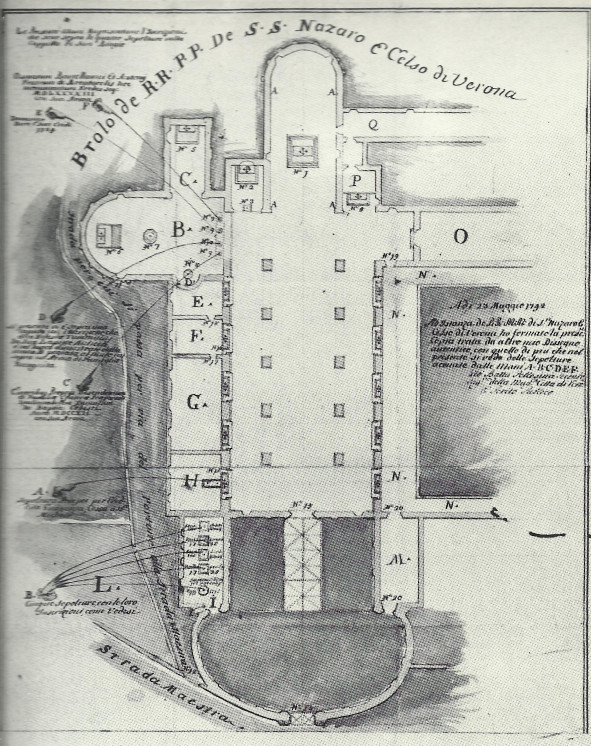
Pianta del XVIII secolo della chiesa dei Santi Nazaro e Celso, la lettera B contraddistingue la cappella di San Biagio

Per accedere alla cappella di San Biagio si attraversa un arco largo 7,60 metri e alto 8,53 che si apre in fondo al braccio sinistro del transetto dalla chiesa dei Santi Nazaro e Celso. In sostanza, la sua architettura si compone di tre volumi sovrapposti: il primo livello è formato da un cubo, il secondo da un tamburo ottagonale e il terzo da una cupola.
La base, dunque, è a pianta quadrata con lati di 8,20 metri i cui muri, alti 8,25 metri, sono realizzati in mattoni pieni di laterizio con uno spessore di 0,65 metri. Sul fianco sinistro si apre con modesta profondità la cappella Britti mentre dalla parte opposta, di dimensioni più ragguardevoli, la cappella Gaio; in fondo si apre invece l'abside, le cui murature, sempre in cotto, sono leggermente più spesse raggiungendo gli 0,83 metri. La copertura dell'abside è a volta con sette spicchi divisi da ragguardevoli costoloni di gusto gotico.
Il tamburo ottagonale successivo è alto 5,30 metri e in esso si aprono quattro grandi finestre circolari poste in corrispondenza dell'estensione dei pennacchi che sostengono il tamburo stesso. Infine, la cupola soprastante, la cui imposta si trova a 16,40 metri dal piano terra, raggiunge la ragguardevole altezza di 20,70 metri mentre il suo diametro alla base misura 8,25 metri.
Tutte le superfici interne della cappella risultano interamente ricoperte da affreschi realizzati da diversi pittori che ritrassero, inserite in motivi geometrici, figure di santi, profeti, angeli e rappresentazioni allegoriche.

### Ciclo pittorico

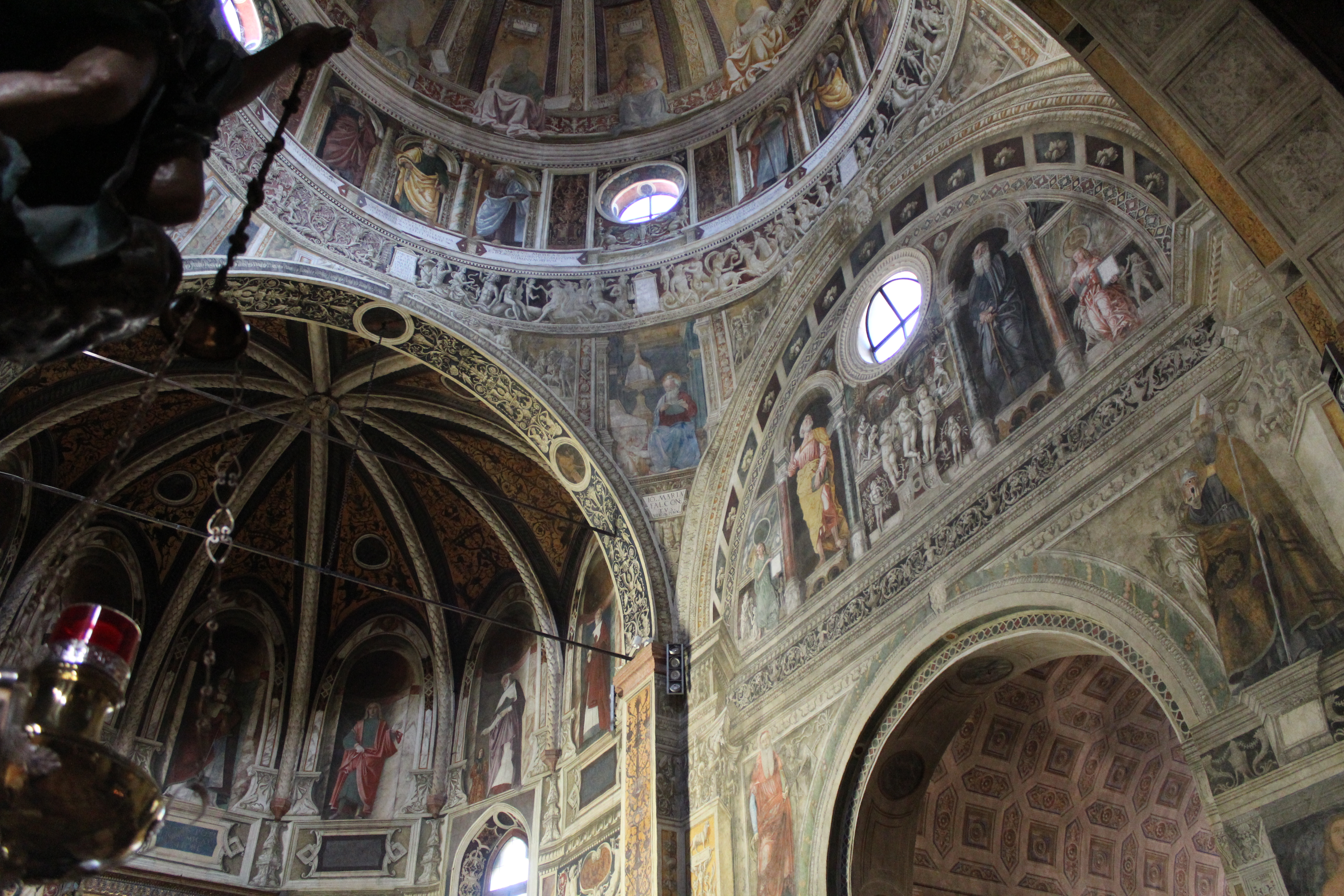
Parte del corpo cubico, del tamburo e della cupola

Come anticipato, affreschi di diversi autori ricoprono totalmente le pareti della cappella, non lasciando libera nessuna porzione. Ogni parte della decorazione fu realizzata con successivi completamenti: a tempera di calce, a tecnica organica e tecniche miste; stesura di pastiglie in cera dorata per i profili dei manti e pastigliette rotonde a fingere cieli d'oro, il tutto sul supporto di cartone inciso con ripasso a spolvero e disegno a pennello fine.
La facciata esterna dell'arco trionfale di ingresso nella cappella è interamente occupata dalla raffigurazione di elementi decorativi, mentre all'interno Cavazzola dipinse, nel 1514, una Annunciazione e ai lati San Biagio e San Zeno all'interno di riquadri.

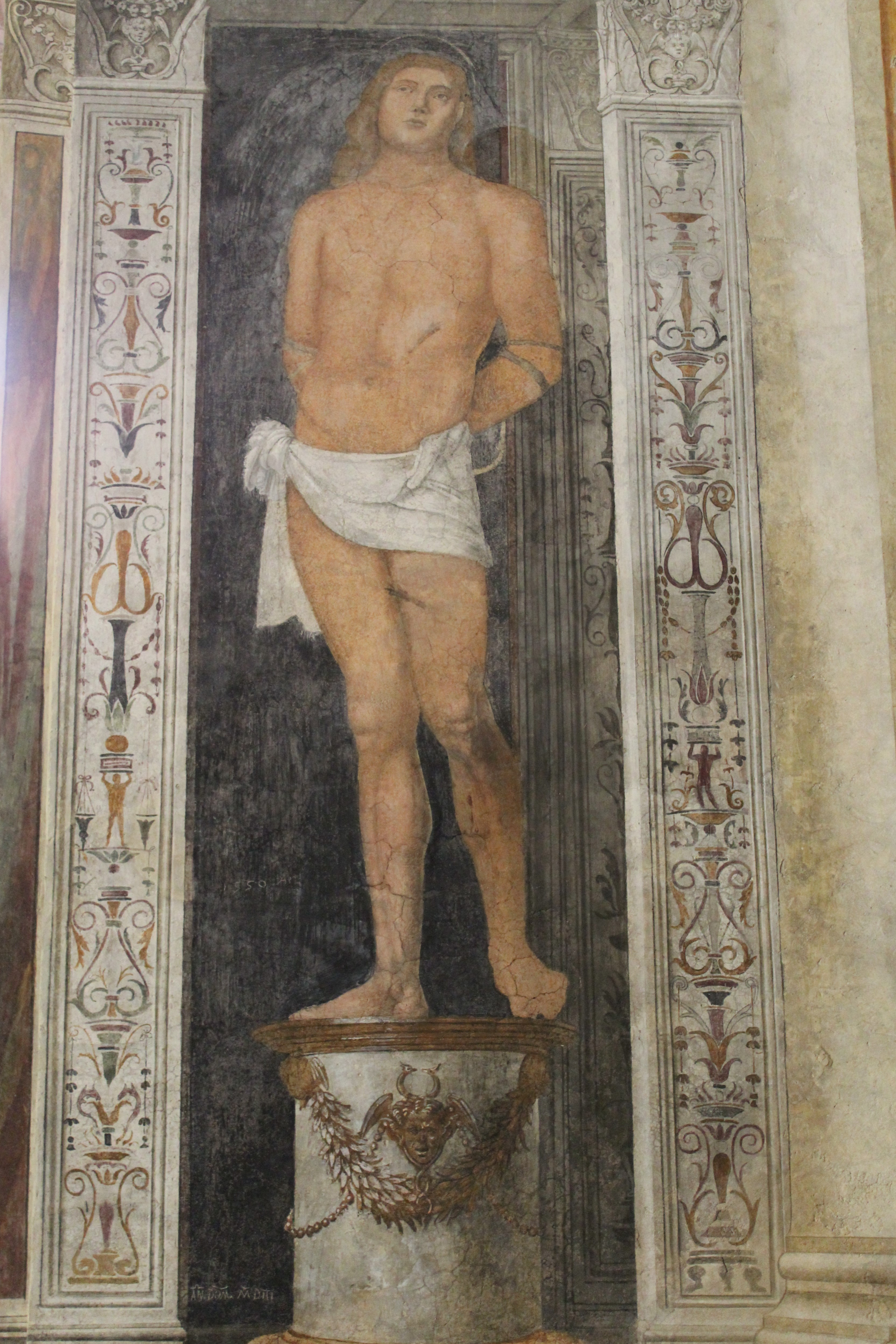
San Sebastiano dipinto da Falconetto, particolare della parete di destra

Il pittore Gian Maria Falconetto, coadiuvato da alcuni suoi allievi, è invece l'autore di gran parte dei dipinti che ornano le superfici del corpo cubico, del tamburo e della cupola, a cui lavorò tra il 1497 e il 1499. Il giovane frescante veronese prese certamente ispirazione dalle sue competenze di architetto, dato che il suo lavoro è caratterizzato dalla raffigurazione di numerosi elementi architettonici, come cornici, nicchie, cartigli, paraste e archi, che utilizzò abbondantemente per dividere geometricamente lo spazio entro cui inserire figure di santi, profeti e allegorie.
Nel lato destro della cappella egli raffigurò superiormente, rispettivamente a destra e a sinistra, un San Pietro e un Sant'Antonio Abate collocati all'interno di nicchie e tra di essi al centro, tre putti musicisti, mentre lateralmente vi sono due angeli. Inferiormente e intorno all'accesso della cappellina laterale di destra (detta cappella Gaio) sono invece raffigurati un San Rocco a sinistra e un San Sebastiano a destra. Della decorazione del lato sinistro, invece, si occuparono prevalentemente allievi della bottega del Falconetto; tra le varie rappresentazioni che si possono citare vi sono quelle di San Biagio, di San Domenico, di Papa Callisto I, di San Pietro e di San Paolo.

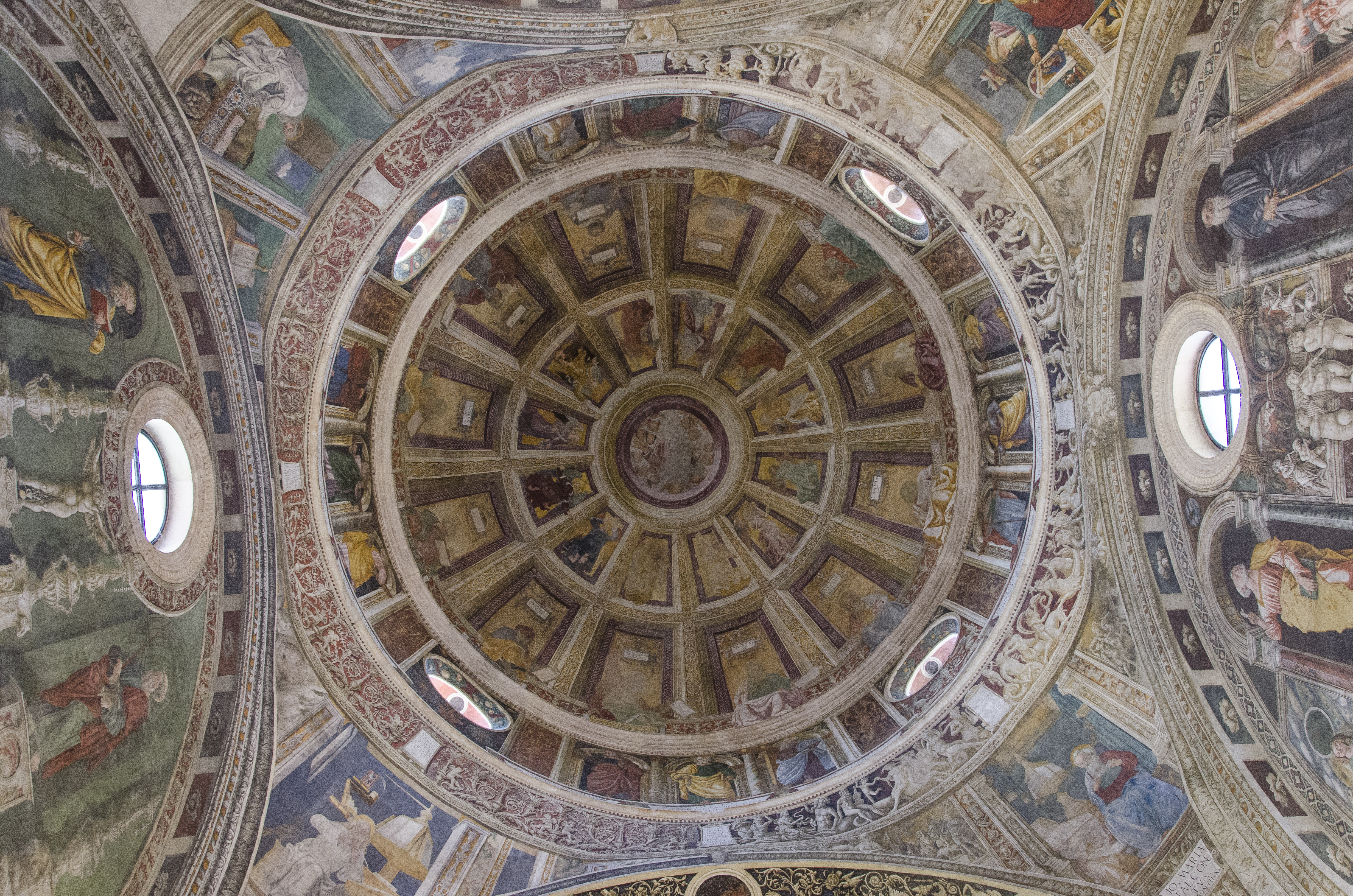
Cupola della cappella

Il tamburo della cupola soprastante la base è impostato da 4 pennacchi in cui il Falconetto raffigurò i quattro evangelisti. A sua volta, il tamburo, è diviso in quattro settori in ognuno dei quali vi è la figura di tre apostoli o santi; partendo dal settore sopra l'arco trionfale di ingresso e procedendo verso destra, si incontrano: San Mattia, San Pietro, Sant'Andrea della Croce, San Tommaso apostolo, San Giovanni, San Giovanni Nepomuceno, San Matteo, San Simone, San Adeodato, San Giacomo, San Filippo e San Bartolomeo. Infine, sulla cupola, trovano spazio figure di profeti con angeli volteggianti e, sul cupolino, un Padre Eterno in atto benedicente.

### Cappellina laterale destra (detta "Gaio")

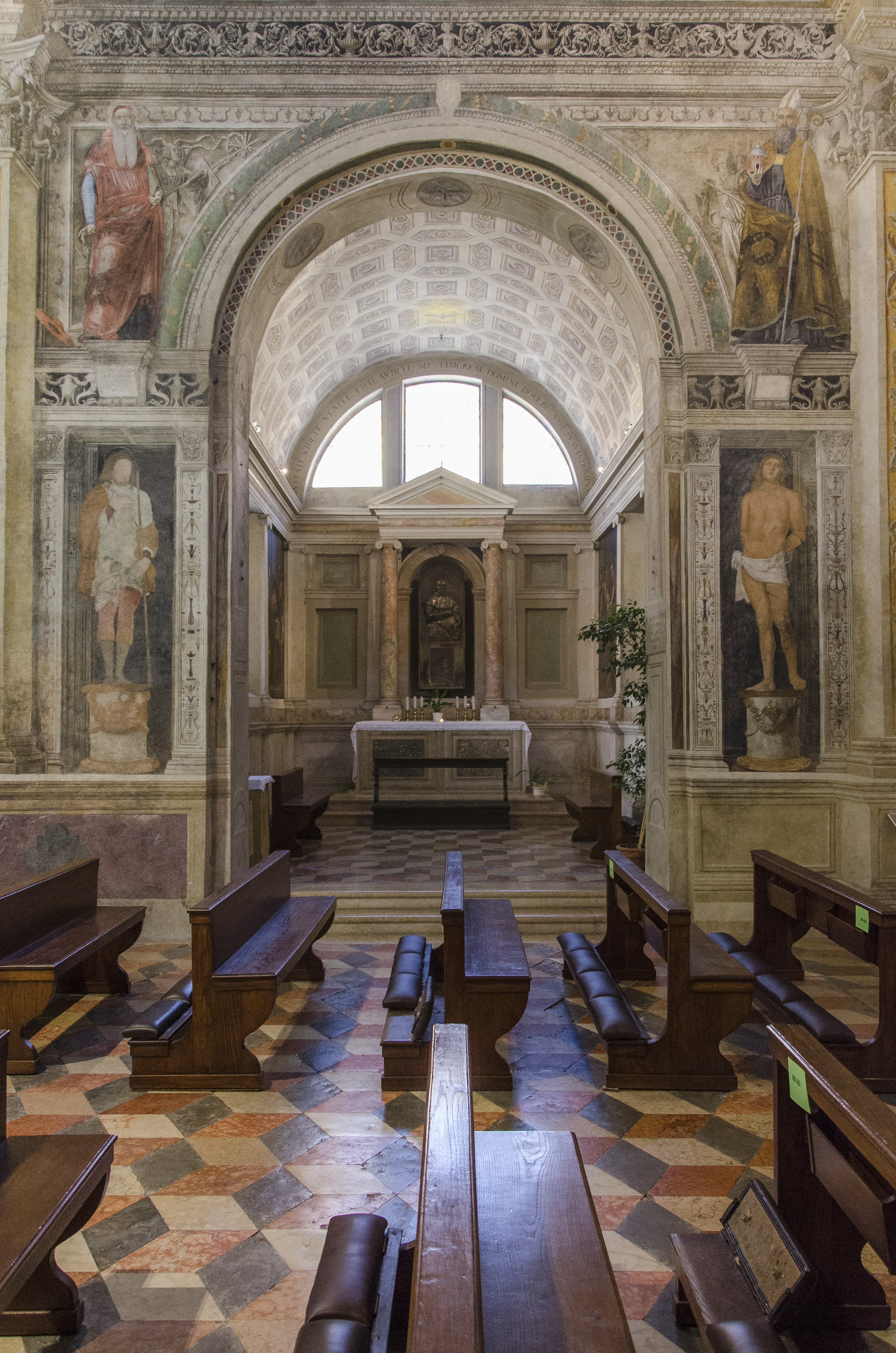
Cappella Gaio

Sul lato destro è aperta una piccola cappella dedicata alla Beate Vergine e a San Pio X, risultato di un ampliamento di una precedente "cappellina Gaio" e ora conosciuta anche come "Cappella del Beato Zefirino Agostino", parroco della chiesa tra il 1854 e il 1896. Architettonicamente piuttosto semplice, presenta una volte a botte e ai lati quattro cornici ricavate nelle pareti che ospitano dipinti attribuiti al pittore Jacopo Palma il Giovane in cui ha raffigurato scene dell'infanzia di Cristo e più precisamente la Natività, la Circoncisione, e la Presentazione al tempio; nella quarta cornice doveva trovarsi una Visita dei Magi ma è andata persa. Al posto di quest'ultima, davanti alla Natività, vi è stata collocata una pala d'altare firmata Simone Brentana e datata 1703, in cui l'autore ha rappresentato una Madonna in gloria con un santo devoto.

### Cappellina laterale sinistra (detta "Britti")

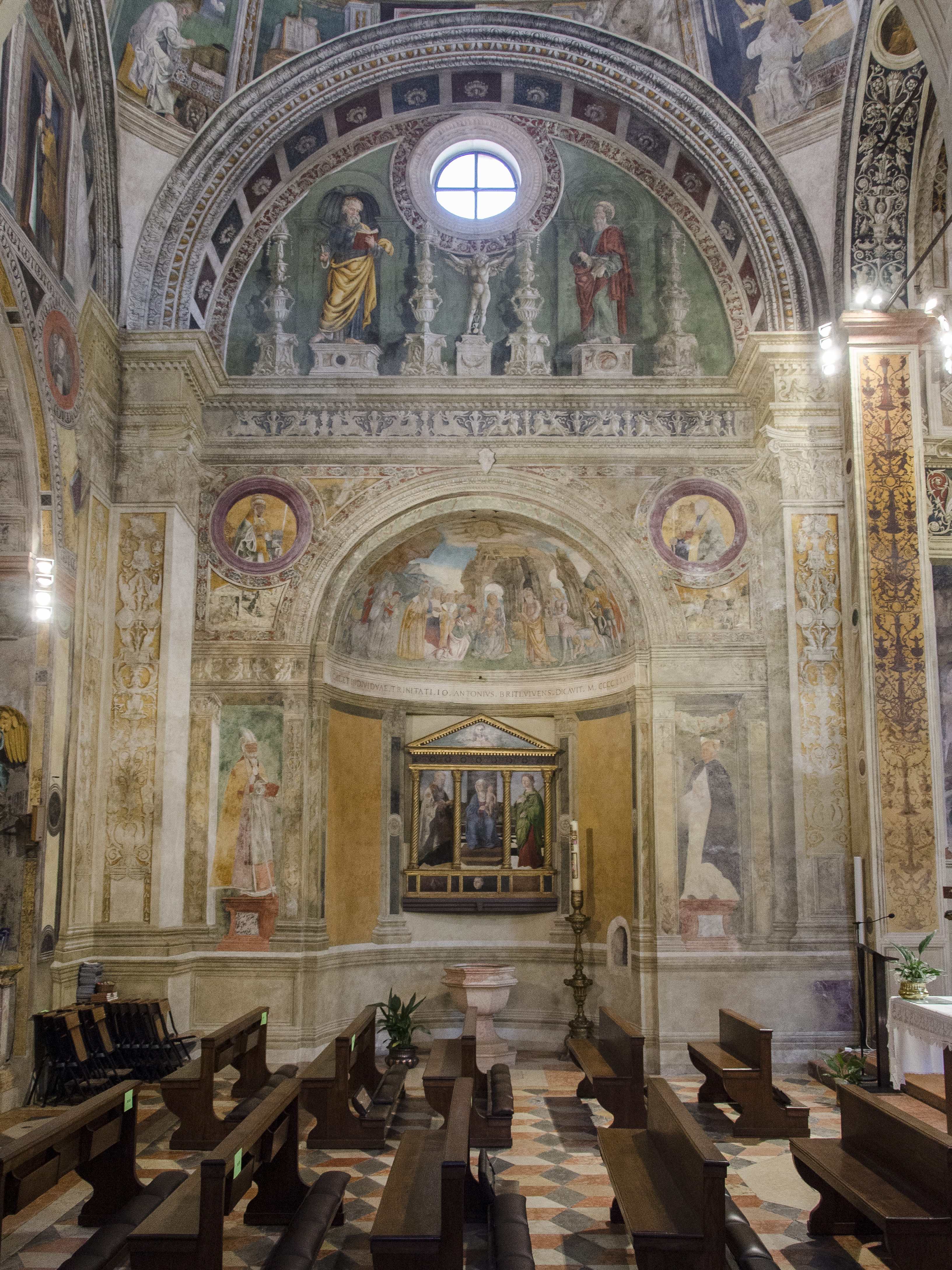
Cappella Britti con il trittico di Girolamo Mocetto

Sul fianco sinistro della cappella si apre una piccola nicchia, conosciuta anche con il nome di "Cappellina Britti"; alla decorazione di questa parteciparono molti allievi del Falconetto, tra cui Mastro Zuan Giacomo a cui venne affidata la realizzazione dell'affresco Adorazione dei Magi per il catino absidale, mentre Domenico Morone è l'autore di parte degli affreschi della piccola cupola. Il trittico, datato 1517 e firmato Girolamo Mocetto, rappresenta invece una Madonna con il Bambino, san Benedetto e santa Giustina e nella sua predella il ritratto, le iniziali e l'arma gentilizia di Gianfrancesco Renier, scomparso nel 1517 e probabile finanziatore della fabbrica della cappella. Appoggiata al pavimento è collocata un'arca funeraria del XVII secolo realizzata in tufo.

### Abside

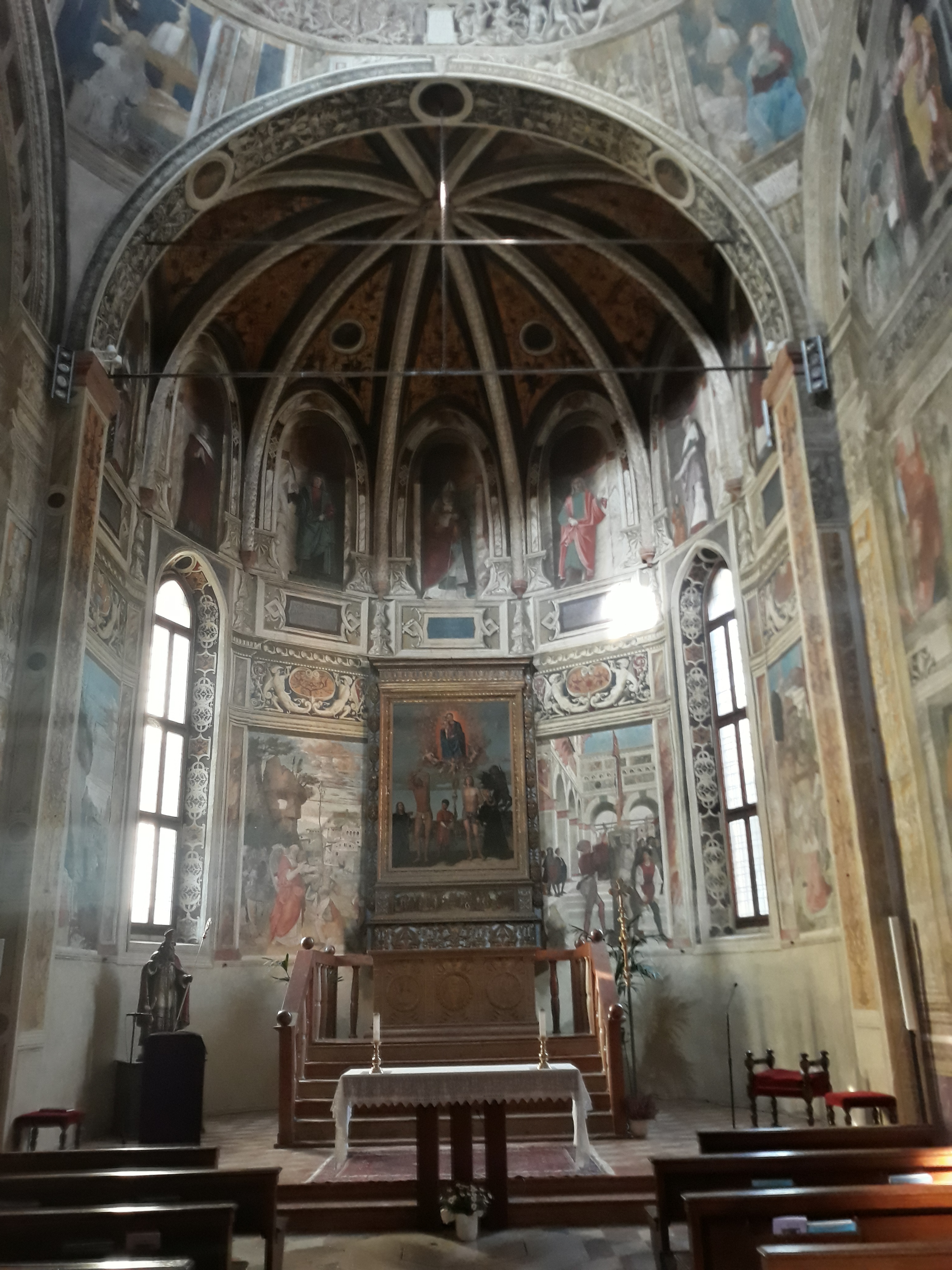
Abside con la pala d'altare di Francesco Bonsignori

La cappella termina in un'abside poligonale composta da sette lati su due dei quali si apre una monofora trilobata; vi si accede attraverso due gradini. Il catino prosegue l'impostazione delle pareti grazie alla sua suddivisione in sette spicchi divisi da una cordonatura. Come del resto tutta la cappella, anche l'abside è interamente affrescata. In basso, quattro facce del poligono accolgono altrettanti dipinti facenti parte di un ciclo pittorico, opera di Bartolomeo Cincani (detto Montagna) in cui ha rappresentato Scene della vita di San Biagio e più precisamente, da destra a sinistra, Benedizione degli animali, Arresto, Tortura, Decapitazione. In questi dipinti, realizzati tra il 1504 e il 1507, l'autore ha dato prova delle sue attinenze con la scuola veronese di pittura senza però rinnegare il suo accostamento all'arte di Antonello da Messina, che fu per lui fonte d'ispirazione (si nota in particolare le somiglianze con il San Sebastiano della Gemäldegalerie Alte Meister di Dresda).
Il ciclo è sormontato da un frego dipinto con decorazioni e arabeschi e sopra ancora quattro cartigli con le seguenti iscrizioni, a partire da sinistra: «POENAR SOCIUS PUER TENELLUS», «ALTER TU SOCIUS PUER MISELLE», «ERECTUS GRADITUR BLASIUS PER UNDAS» e «IMMITE BLASIUS FUGIT TYRANNU». Infine, tutti i setti spicchi del catino dell'abside sono affrescati, inferiormente con Figure di sette Santi, opera attribuita a Domenico Morone, superiormente con triangoli decorati.
Al centro dell'abside è posta la pala d'altare di Francesco Bonsignori, il quale volle rappresentare Madonna in gloria e i santi Giuliana, Sebastiano e Biagio, che gli venne commissionata il 20 luglio 1514;  raggiunse, tuttavia, Verona solo cinque anni più tardi e dopo la morte dell'autore. Il dipinto è collocato in una pregevole cornice risalente al 1526 realizzata da tale «Piero intagiador che sta sul corso», successivamente dorata e brunita da Girolamo e Callisto dai Libri. Girolamo è anche l'autore della relativa predella in cui rappresentò, senza una vera e propria soluzione di continuità, un miracolo di San Biagio, un martirio di San Sebastiano e una decapitazione di San Giuliana. L'altare a gradini, che contiene dal 1508 le reliquie di San Biagio e Santa Giustina, è opera di Bernardino Panteo.